# ワールドスケート
ワールドスケート (World Skate) は1924年に設立されたローラースケート、インラインホッケー、スケートボード、ローラーダービーなどローラースポーツの国際競技連盟である。旧称国際ローラースポーツ連盟 (Fédération Internationale de Roller Sports, FIRS)、国際ローラースケート連盟（Fédération Internationale de Patinage a Roulettes, FIPR、Fédération Internationale de Roller Skating, FIRS）。

## 概要
1924年4月21日、ローラーホッケー（のちのリンクホッケー）の国際競技連盟として国際ローラースケート連盟 (FIPR) が設立される。スイスの2人のスポーツマン、フレッド・レンケヴィッツとオットー・マイヤーが組織した。FIPR初代会長は1924年から1960年まで務めたフレッド・レンケヴィッツ。
FIPRが主催した最初の世界選手権は、ナチス・ドイツのシュトゥットガルトでの1936年のローラーホッケーの大会で、翌年にイタリア王国のモンツァで第1回ローラースピードスケート世界選手権が開催される。1938年、イギリスのロンドンでトラックローラースピードスケート世界選手権が開催され、イタリア王国のフェラーラでロードレースが併催された。1939年、第2回リンクホッケー世界選手権がスイスのモントローで開催される。第二次世界大戦により、国際的なスポーツ活動が再開される1947年まですべての大会が中止される。ポルトガルのリスボンでの第2回ローラーホッケー世界選手権、アメリカのワシントンDCで第1回アーティスティックローラースケート世界選手権を開催。それ以来、3つの分野の世界選手権を毎年実施し、世界のすべての大陸を含むまで拡大する。1954年5月、アテネでのIOC総会でローラースケート（のちのローラースポーツ）と柔道、バレーボール、アーチェリーのオリンピック競技化が検討されるが全競技保留に。
1960年代に、フランス語名を "Fédération Internationale de Roller Skating"（FIRS）に改称し、すべてのローラースケート競技の国際競技連盟として国際オリンピック委員会 (IOC) によって正式に承認される。1970年代に国際競技連盟連合（一時、スポーツアコードを名乗る）に加盟。その後、IOC公認団体IOC承認国際競技連盟連合、国際ワールドゲームズ協会に加盟している。ローラースケートはIOC承認競技、ワールドゲームズ正式競技となる。1992年バルセロナオリンピックで、男子ローラーホッケーが公開競技で実施される。1995年の夏に、4番目の分野が認められ、第1回インラインホッケー世界選手権が米国シカゴで開催される。
2000年、オーストリアツェルアムゼーで開催された総会で、FIRSの頭字語を維持しながら、 "Roller Skating" を "Roller Sports" に置き換える2回目の改称を承認。スケートボード競技の当時の最大勢力の国際競技連盟である国際スケートボード連盟 (International Skateboarding Federation, ISF) はIOCにスケートボードのオリンピック採用を働きかけていたが、ISFはIOC未承認団体でスポーツアコード（のちの国際競技連盟連合）にすら、非加盟であった。スケートボードをオリンピック競技にしたいIOCが、ISFの頭越しに承認団体のFIRSにスケートボードの運営を託した。FIRSはISFの存在がありながら新分野スケートボードを始める。2014年南京ユースオリンピックでのイベント「スポーツラボ」でインラインスピードスケート（スピード）とスケートボードが実施される。ワールドスケートによると他にスポーツクライミングと武術太極拳が実施されていたが、ローラースポーツの2分野が人気を独占する。2015年2月、スケートボード委員会を設置。東京オリンピック組織委員会 (TOCOG) の東京2020種目追加検討会議から追加種目の募集書類が送付されたFIRSはインラインスケートとローラーマラソンをやりたい旨、応募した。さらにFIRSは2015年6月8日までにスケートボードのストリートを追加応募。2015年9月、TOCOGは2020年東京オリンピックで追加種目としてFIRSのスケートボード（ストリート、パークの男女で全4種目）らをやりたい旨、IOCに提案する。FIRSが応募してないパークを提案するという異例の事態となった。日刊スポーツは、IOCのスケートボードを提案してほしいという意向が働いて東京2020種目追加検討会議はスケートボードを提案したのではないか、としている。また、この提案はIOCと調整済みなので追加種目内定とも言われた。ISF会長のゲイリー・リーム (Gary Ream) はオリンピックのスケートボードにその歴史や文化を知る自分たちが関係しないのはよくないとIOCやFIRSと盛んに接触するようになる。8月にスケートボードの2020年東京オリンピック追加種目が決定するという見込みの中、2016年5月30日、FIRS本部もあるローザンヌのIOC本部でIOC競技部とFIRS、アメリカ・フィラデルフィアから出向いたリームらのISFの3者で非公式会談が持たれる。スケートボードについてFIRSがオリンピック、ISFはそれ以外の国際大会を主催し、ISFはオリンピックでの構成・審判・コースの設計を担当することで合意。2016年8月、IOCは2020年東京オリンピックではFIRSのスケートボードを追加種目として実施することを決定する。しかし、これでは事態は収まらなかった。
2017年6月、FIRSとISFは統合する予定だと発表される。2017年9月、中国南京で第1回ワールドローラーゲームズが開催される。この大会は、15日間に、FIRSの全10分野の世界選手権が1つの都市で開催された。61の国内競技連盟、193のナショナルチーム、および3000人以上のアスリートが参加した。同時開催されたFIRS総会で東京オリンピックに向けて団体への参加を表明したISFとの統合、ワールドスケート (World Skate) に改称を決定。リームはワールドスケート・スケートボード委員会委員長に就いた。2018年ブエノスアイレスユースオリンピックでスピードが実施される。2019年7月にスペインバルセロナで第2回ワールドローラーゲームズ開催。新分野スクーターが加わり、11分野、76の国内競技連盟、4,000人を超えるアスリートが参加した。2019年6月25日、IOC総会でスケートボード委員会委員長のリームが出席のもと、2024年パリオリンピックでスケートボードを追加種目として実施することを事実上決定。2020年東京オリンピックでのスケートボードの実施状況を見たうえで2020年12月にIOC理事会で正式決定する予定に。2020年3月、東京オリンピックの1年延期が決定。第3回ワールドローラーゲームズはアルゼンチンで開催。2020年10月までに新分野スケートクロスが加わり、12分野に。
2020年10月現在、公式ウェッブサイト上の銀行口座の名義は "FÉDÉRATION INTERNATIONALE ROLLER SPORTS" と "World Skate" の記載がある。口座番号は同じである。

## 実施している分野
2020年10月現在、実施している12分野（種別）。
1. スケートボード

ローラースケート
2.スピード
- 100 mスプリント
- 200 mデュアル・タイム・トライアル
- トラック・3,000 mリレー
- トラック・10,000 mエリミネイション
- トラック・10,000 mポイント
- トラック・10,000 mポイント+エリミネイション
- トラック・500 m+Dスプリント
- トラック・1,000 m+Dスプリント
- ロード・10,000 mポイント
- ロード・15,000 mエリミネイション
- ロード・1ラップ・スプリント
- マラソン

他
3.アーティスティック
- ソロ・ダンス
- ロング・プログラム
- ダンス・カップル
- フリーダンス
- カルテット
- スモール・グループ
- ラージ・グループ
- プレシジョン
- インライン

4.インライン・アルペン
5.インライン・ダウンヒル
6.インライン・フリースタイル
7.インラインホッケー
8.リンクホッケー
9.ローラーダービー
10.ローラー・フリースタイル（アグレッシブインライン）
11.スケート・クロス
12.スクーター
ローラースケートについてはリンクホッケー、ローラーダービーはクワッドスケートを、アーティスティックはクワッドスケート、インラインスケート両方を、他はインラインスケートを使用。

## 主催大会
- ワールドスケートゲームズ
- リンクホッケー世界クラブ選手権
- FIRSローラーホッケーワールドカップ
- FIRSインラインホッケー世界選手権[18]
- FIRSローラースピードスケート世界選手権
- FIRS世界ローラーフィギュアスケート選手権
- リンクホッケーU20世界選手権
- インラインスタイル世界選手権

## 傘下組織
- アジア：ワールドスケートアジア（旧称アジアローラースポーツ連盟）
  - 日本 : ワールドスケートジャパン（旧称日本ローラースポーツ連盟）
- アフリカ：ワールドスケートアフリカ（旧称アフリカローラースケート連盟）
- アメリカ：ワールドスケートアメリカ（旧称パンアメリカローラースポーツ連盟）
- 欧州：ワールドスケートヨーロッパ（旧称ヨーロッパローラースケート連盟）
- オセアニア：ワールドスケートオセアニア（旧称オセアニアローラースポーツ連盟）